# The Franklin Residences
The Franklin Residences es un edificio de apartamentos histórico ubicado en 834 Chestnut Street en Center City de la ciudad de Filadelfia, la más importante del estado de Pensilvania (Estados Unidos). Se inauguró el 14 de enero de 1925 como el Hotel Benjamin Franklin.

## Historia

### El sitio

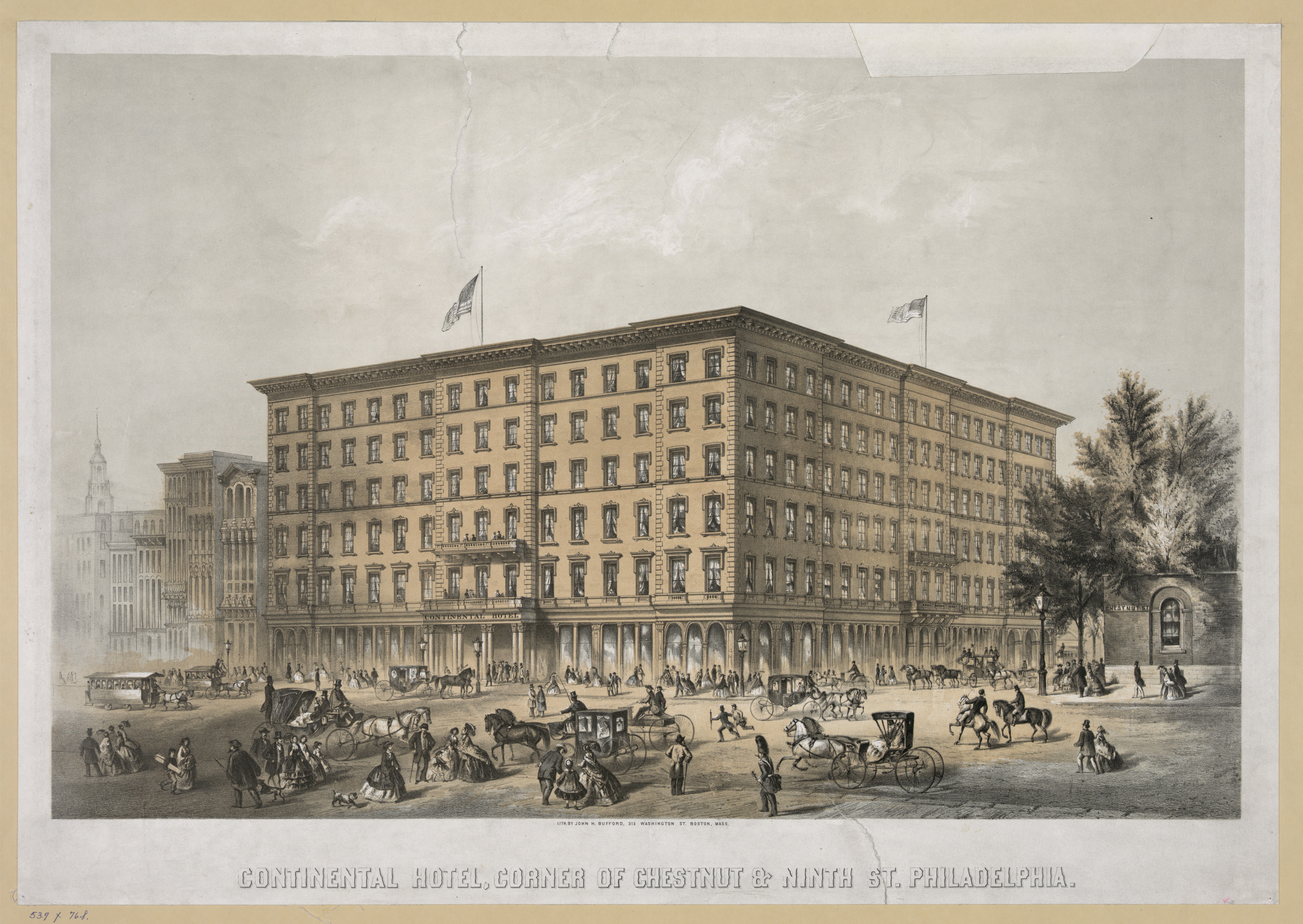
El Hotel Continental

El primer hotel en el sitio fue el Hotel Continental, construido entre 1857 y 1860. El hotel de seis pisos y 700 habitaciones fue diseñado en estilo italiano por el arquitecto John McArthur Jr., quien también diseñó el Ayuntamiento de Filadelfia. El lujoso hotel contaba con uno de los primeros ascensores del país y una gran escalera de mármol italiano pulido. Su entrada principal fue rediseñada por el conocido arquitecto de Filadelfia Frank Furness en 1876.
Entre sus invitados famosos se encontraban Ulysses S. Grant, Andrew Johnson, Charles Dickens, el Eduardo VII del Reino Unido y Pedro II de Brasil.Sin embargo, su invitado más notable fue el presidente electo Abraham Lincoln, quien pronunció un discurso desde el balcón del hotel justo antes de su inauguración el 21 de febrero de 1861.
El hotel envejecido fue demolido en 1924 para la construcción de un nuevo reemplazo masivo. La lámpara del balcón desde el que habló Lincoln se retuvo para la nueva estructura y todavía hoy cuelga en un balcón conocido como el "balcón de Lincoln", en el mismo lugar desde el que habló Lincoln.

### Hotel
El hotel Benjamin Franklin, inaugurado el 14 de enero de 1925, lleva el nombre del padre fundador y ciudadano de Filadelfia, Benjamin Franklin.Fue diseñado por el prominente arquitecto estadounidense de la Gilded Age Horace Trumbauer, construido por el empresario de las Cataratas del Niágara Frank A. Dudley y operado por United Hotels Company of America.
El Benjamin Franklin fue noticia en 1947, cuando el establecimiento segregado se negó a acoger a los Brooklyn Dodgers, que habían utilizado el hotel durante años, debido a la presencia de Jackie Robinson, el primer jugador afroamericano en las Grandes Ligas de Béisbol. The Bellevue-Stratford Hotel acordó albergar al equipo ese día. Posteriormente, el equipo trasladó su alojamiento permanente al Hotel The Warwick.
William Chadwick fue gerente general durante muchos años entre las décadas de 1960 y 1970, seguido por Harry Gilbert y luego Tom Johnson justo antes del cierre del hotel en los años 1980. Además, entre el personal a fines de los años 1960 y principios de la de 1970 estaba Robert C. Bennett, Jr. (nieto de Claude H. Bennett, conocido gerente de hotel de los años 1930), más tarde profesor fundador del programa de grado en administración de hoteles en una comunidad suburbana del condado. College (Colegio Comunitario del Condado de Delaware 1974).
El hotel era propiedad de Bankers Securities Corporation, que era propietaria de varios hoteles de Filadelfia, incluido el Bellevue-Stratford Hotel, el Sullivan y el antiguo Holiday Inn cerca de los estadios de fútbol / béisbol. Durante el Juego Ejército-Armada de cada año, el hotel tradicionalmente albergaba a los Army Black Knights. La década de 1970 fue un período lento en el que los hoteles esperaban beneficiarse de la Celebración del Bicentenario de 1976 en las trece colonias originales. Sin embargo, la celebración de 1976 no fue el éxito financiero turístico esperado.
Además, en 1976, el estado de Nueva Jersey legalizó el juego de casinos, lo que diluyó aún más la demanda de la industria hotelera en Filadelfia con la apertura de nuevos hoteles en Atlantic City. El hotel cerró en 1980, y el edificio vacante fue incluido en el Registro Nacional de Lugares Históricos en 1982.

### Edificio de apartamentos
El hotel se convirtió en una casa de 412 apartamentos y 11 140 m² de espacio para oficinas. Reabrió en 1986 como la Casa de Benjamin Franklin, cariñosamente referida como "The Ben" por muchos habitantes de Filadelfia.
Durante la renovación, el histórico gran salón de baile del hotel se convirtió en espacio para oficinas. Esto resultó en objeciones por parte del Servicio de Parques Nacionales, por lo que el salón de baile fue restaurado en 1988 para calificar para los créditos fiscales federales. Uno de los salones de baile más grandes de Filadelfia, ahora es administrado por Finley Catering y se usa para banquetes / bodas, comercializado como Ballroom at the Ben.
El edificio fue comprado por Korman Communities en 2011. Invirtieron 13 millones de dólares en renovaciones y lo rebautizaron como "The Franklin Residences" en 2014. The Franklin Residences se especializa en apartamentos de lujo tipo estudio, de una y dos habitaciones, así como en suites completamente amuebladas con contratos de arrendamiento flexibles para personas que necesitan un alojamiento temporal cómodo y espacioso.
El final de la película Silver Linings Playbook, ganadora del Óscar a la mejor actriz en 2012, se filmó en el salón de baile del edificio y en el vestíbulo.